# Mercury-Redstone 4
A Mercury-Redstone 4, também chamada de Liberty Bell 7, foi a segunda missão espacial tripulada do Programa espacial dos Estados Unidos, usando um foguete Mercury-Redstone. Ela ocorreu em 21 de julho de 1961, levando Gus Grisson como astronauta. Essa missão, parte do Programa Mercury, era sequencia da iniciativa dos Estados Unidos de colocar astronautas em órbita da Terra. A espaçonave, foi batizada como Liberty Bell 7 pelo astronauta Virgil Grisson, seguindo o mesmo protocolo usado por seu antecessor. 
O lançamento da MR-4 foi efetuado a partir do Centro de lançamento de Cabo Canaveral na Flórida. Depois da fase de voo conduzida pelo foguete, a espaçonave com o astronauta a bordo se separou e prosseguiu num voo balístico, atingindo a altitude de 190,32 km antes de reentrar na atmosfera e pousar suavemente por intermédio de paraquedas, 480 km distante, no Oceano Atlântico.
A espaçonave Mercury usada nessa missão (a de numero 11), foi a primeira a disponibilizar uma janela central, ao invés de duas escotilhas. O voo, foi bem sucedido em todos os aspectos, embora a nave tenha afundado logo após a amerrissagem. Existem especulações de que o motivo do naufrágio, teria como causa, um erro de Grissom. A nave só foi recuperada do mar em 1999.